# Exèrcit de Terra espanyol
L'Exèrcit de Terra és la branca terrestre de les Forces Armades d'Espanya, un dels exèrcits en activitat més antics del món, estant en servei des del segle xv. Té el seu quarter general al Palau de Buenavista de Madrid, situat a la cèntrica plaça de Cibeles, davant del Banc d'Espanya. L'Exèrcit de Terra d'Espanya compta en 2013 amb un màxim de 100.000 efectius que responen a 75.000 soldats de tropa i 25.000 quadres de comandament, un 25% de personal menys respecte al 2008.
Conjuntament amb l'Armada i l'Exèrcit de l'Aire i de l'Espai, té assignat per mitjà de l'article vuitè de la Constitució Espanyola la missió de garantir la sobirania i independència d'Espanya amb respecte dels altres països, defensar la seva integritat territorial i l'ordenament constitucional.

## Organització i estructura

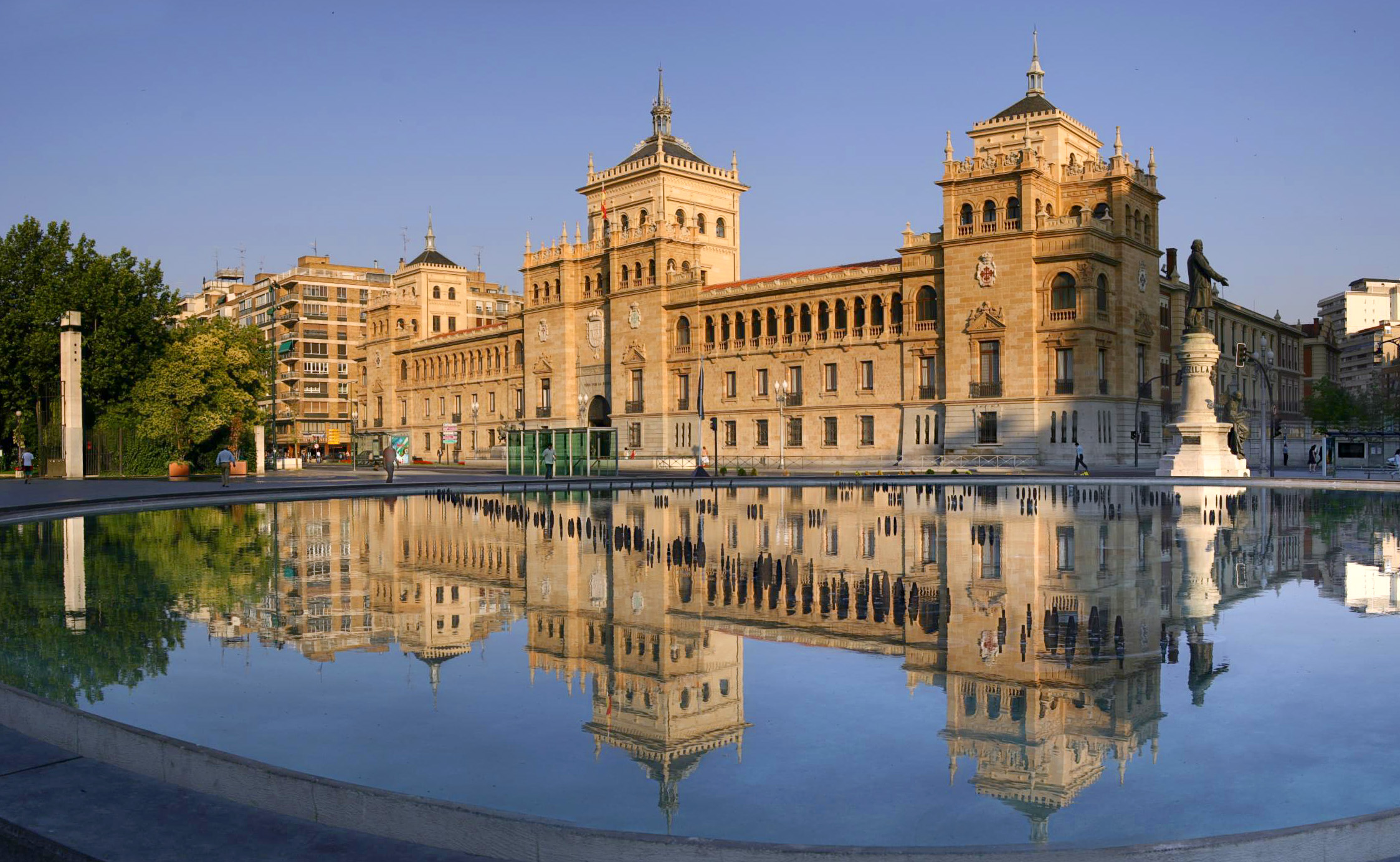
Acadèmia de Cavalleria, Valladolid

Al final de 2006, i d'acord amb el mateix Exèrcit i el Ministeri de Defensa, la seva estructura orgànica la constituïxen el Quarter General, la Força i El Suport a la Força.
- El Quarter General el forma el conjunt d'òrgans que enquadren els mitjans humans i materials necessaris per a assistir al cap de l'Estat Major en l'exercici del comandament sobre el seu exèrcit.
- La Força és el conjunt de recursos humans i materials que s'agrupen i organitzen amb la comesa principal de preparar-se per a la realització de les operacions militars. Està formada per un Quarter General d'Alta Disponibilitat, la Força de Maniobra, la Força Terrestre, la Força Operativa Logística i El Comandament de Canàries.
  - La Força de Maniobra està composta pel Quarter General i el Nucli de Suport, la Divisió Mecanitzada Brunete núm. 1, la Força d'Acció Ràpida, la Brigada de caçadors de muntanya Aragó I i la Brigada de Cavalleria Castellets II.
    - El Quarter General i el Nucli de Suport consta del Comandament, El Comandament d'Operacions Especials, El Comandament d'Artilleria de Campanya, El Comandament d'Enginyers, les Forces Avions de l'Exèrcit de Terra (FAMET), la Brigada de Transmissions i altres unitats.
    - La Divisió Mecanitzada Brunete núm. 1 es compon del Quarter General, la Brigada d'Infanteria Mecanitzada Guzmán el Bueno X, la Brigada d'Infanteria Mecanitzada Extramadura XI, la Brigada d'Infanteria Cuirassada Guadarrama XII i el Nucli de Tropes Divisionari.
    - La Força d'Acció Ràpida està formada pel Quarter General, la Brigada d'Infanteria Lleugera Rei Alfons XIII de la Legió, la Brigada d'Infanteria Lleugera Paracaigudista Almogàvers VI, la Brigada d'Infanteria Lleugera Aerotransportable Galícia VII i el Nucli de Suport.

  - La Força Terrestre està constituïda pel Quarter General, la Comandància General de Balears, la Comandància General de Ceuta, la Comandància General de Melilla, El Comandament d'Artilleria de Costa, El Comandament d'Artilleria Antiaèria, la Brigada d'Infanteria Lleugera Urgell IV (mobilitzable) i la Brigada d'Infanteria Lleugera Sant Marcial V (mobilitzable), a més d'altres unitats menors.
  - La Força Operativa Logística es gestiona des de la Brigada Logística.
- El Suport a la Força és el conjunt d'òrgans responsables de la direcció, gestió, administració i control dels recursos materials, financers i humans assignats a cada un dels exèrcits, així com de les activitats de suport logístic que possibiliten la vida i funcionament de les unitats, centres i organismes.

## Composició de les unitats
L'Exèrcit de Terra en Espanya està format, de menys a més nivell, per les següents unitats (els exemples corresponen a la Infanteria):

## Equipament

### Vehicles

#### Carro de combat
| Model       | Origen   | Tipus | Unitats | Imatge |
| ----------- | -------- | ----- | ------- | ------ |
| Leopard 2A4 | Alemanya | Tanc  | 108     |        |
| Leopard 2E  | Espanya  | Tanc  | 223     |        |

#### Caçatancs
| Model    | Origen | Tipus     | Unitats | Imatge |
| -------- | ------ | --------- | ------- | ------ |
| Centauro | Itàlia | Caçatancs | 84      |        |

#### Vehicle blindat de combat
| Model  | Origen  | Tipus                     | Unitats | Imatge |
| ------ | ------- | ------------------------- | ------- | ------ |
| VEC M1 | Espanya | Vehicle blindat de combat | 135     |        |

#### Automòbil blindat
| Model           | Origen     | Tipus             | Unitats | Imatge |
| --------------- | ---------- | ----------------- | ------- | ------ |
| Iveco LMV Lince | Itàlia     | Automòbil blindat | 346     |        |
| RG-31 Nyala     | Sud-àfrica | Automòbil blindat | 150     |        |

#### Transport blindat de personal
| Model        | Origen       | Tipus                         | Unitats | Imatge |
| ------------ | ------------ | ----------------------------- | ------- | ------ |
| M113         | Estats Units | Transport blindat de personal | 1.300   |        |
| BMR M1       | Espanya      | Transport blindat de personal | 648     |        |
| Bandvagn 206 | Suècia       | Transport blindat de personal | 20      |        |

#### Vehicle de combat d'infanteria
| Model                | Origen  | Tipus                          | Unitats | Imatge |
| -------------------- | ------- | ------------------------------ | ------- | ------ |
| ASCOD Pizarro / Ulan | Espanya | Vehicle de combat d'infanteria | 261     |        |

#### Vehicle d'enginyers
| Model              | Origen       | Tipus               | Unitats | Imatge |
| ------------------ | ------------ | ------------------- | ------- | ------ |
| Bergepanzer Büffel | Alemanya     | Vehicle d'enginyers | 16      |        |
| MaxxPro Wrecker    | Estats Units | Vehicle d'enginyers | 14      |        |

## Graus
En l'Exèrcit de Terra Espanyol hi ha les següents ocupacions d'acord amb la classificació de rangs de l'OTAN, en la qual l'Exèrcit Espanyol està inclòs.
| Codi OTAN                                                                                            | OF-10           | OF-9               | OF-8           | OF-7               | OF-6               | OF-5    | OF-4           | OF-3      | OF-2   | OF-1   | OF-1    | OF-D                   | Oficial cadet  |
| --- | --------------- | ------------------ | -------------- | ------------------ | ------------------ | ------- | -------------- | --------- | ------ | ------ | ------- | ---------------------- | -------------- |
| Espanya                                                                                              | Capità General  | General d'Exèrcit  | Tinent General | General de Divisió | General de Brigada | Coronel | Tinent Coronel | Comandant | Capità | Tinent | Alferes | Cavaller alferes cadet | Cavaller Cadet |
| Espanya                                                                                              | Capità General¹ | General d'exèrcit² | Tinent General | General de Divisió | General de Brigada | Coronel | Tinent Coronel | Comandant | Capità | Tinent | Alferes | cavaller alferes cadet | Cavaller cadet |
| ¹ Ostentat pel Rei com a part de les seues funcions constitucionals. ² Ostentat pel JEMAD i el FORC. |                 |                    |                |                    |                    |         |                |           |        |        |         |                        |                |

| Codi OTAN | OR-9              | OR-9              | OR-9              | OR-9      | OR-9      | OR-9      | OR-8     | OR-8     | OR-7             | OR-7             | OR-6     | OR-6     | OR-6     | OR-6     | OR-6     | OR-6     | OR-5          | OR-5          | OR-5          | OR-5          | OR-5          | OR-5          | OR-4           | OR-4           | OR-3    | OR-3    | OR-2               | OR-2               | OR-2               | OR-2               | OR-2               | OR-2               | OR-1    |  |
| --------- | ----------------- | ----------------- | ----------------- | --------- | --------- | --------- | -------- | -------- | ---------------- | ---------------- | -------- | -------- | -------- | -------- | -------- | -------- | ------------- | ------------- | ------------- | ------------- | ------------- | ------------- | -------------- | -------------- | ------- | ------- | ------------------ | ------------------ | ------------------ | ------------------ | ------------------ | ------------------ | ------- |  |
| Espanya   | Sotsoficial major | Sotsoficial major | Sotsoficial major | Subtinent | Subtinent | Subtinent | Brigadag | Brigadag | Sargento Primero | Sargento Primero | Sargento | Sargento | Sargento | Sargento | Sargento | Sargento | Cabo Mayor    | Cabo Mayor    | Cabo Mayor    | Cabo Mayor    | Cabo Mayor    | Cabo Mayor    | Cabo Primero   | Cabo Primero   | Cabo    | Cabo    | Soldado de primera | Soldado de primera | Soldado de primera | Soldado de primera | Soldado de primera | Soldado de primera | Soldado |  |
| Espanya   | Sotsoficial major | Sotsoficial major | Sotsoficial major | Subtinent | Subtinent | Subtinent | Brigada  | Brigada  | Sergent primer   | Sergent primer   | Sergent  | Sergent  | Sergent  | Sergent  | Sergent  | Sergent  | Caporal major | Caporal major | Caporal major | Caporal major | Caporal major | Caporal major | Caporal primer | Caporal primer | Caporal | Caporal | Soldat de primera  | Soldat de primera  | Soldat de primera  | Soldat de primera  | Soldat de primera  | Soldat de primera  | Soldat  |  |